# Ulica Stanisława Wojciechowskiego w Krakowie
Ulica Stanisława Wojciechowskiego – ulica w Krakowie, w dzielnicy XVIII Nowa Huta, w Nowej Hucie.
Łączy ulicę Bulwarową z ulicą Stefana Żeromskiego i ulicą Andrzeja Strugi. Jest dwujezdniowa.

## Historia
Ulica została wytyczona podczas lokacji Nowej Huty. Powstała około 1949 roku i wtedy też ukształtowała się jej obecna forma. Została zaprojektowana przez Tadeusza Ptaszyckiego. W tym samym roku otrzymała nazwę ul. Frontu Narodowego, a następnie została przemianowana na ul. Janusza Kusocińskiego. W latach 60. XX wieku nadano jej nazwę ul. Juliana Leńskiego. Nazwa ta została nadana przez komunistyczne władze dla upamiętnienia Juliana Leńskiego, polskiego działacza komunistycznego i publicysty, członka SDKPiL i KPP.
W 1991 roku Rada Miasta Krakowa nadała ulicy obecną nazwę dla upamiętnienia Stanisława Wojciechowskiego, polskiego polityka i działacza spółdzielczego, w latach 1922–1926 drugiego prezydenta Rzeczypospolitej Polskiej.

## Infrastruktura
Ulicę Stanisława Wojciechowskiego tworzy dwupasmowa ulica. W ciągu ulicy znajdują się m.in.: osiedle Zielone, osiedle Szkolne, osiedle Sportowe oraz jeden przystanek autobusowy należący do MPK Kraków – „Os. Zielone”.